# Estêvão da Gama (Gouverneur von Sines und Silves)
Estêvão da Gama (* um 1430; † Juli 1497) war ein portugiesischer Adeliger des 15. Jahrhunderts. Er war der Vater des Entdeckers Vasco da Gama.
Estevão da Gama war Alcaide Mor (Gouverneur) von Sines und Silves, Offizier des Königs Alfons V. von Portugal, Komtur von Cercal, Mitglied des Hofs des Prinzen Ferdinand, Herzog von Guarda, und ein Mitglied des Ritterordens von Santiago.
Seine Frau Isabel Sodré war englischer Herkunft, mit Verbindungen zum Hof des Prinzen Diogo, Herzog von Viseu, Sohn des Königs Eduard I. von Portugal, und Großmeister des militärischen Christusordens. Das Paar hatte zwei Söhne mit den Namen Paulo und Vasco. 
Estevão da Gama wurde für eine  Expedition ausgewählt, um die Seewege nach Asien zu erkunden und um die Araber zu überlisten, die ein Monopol auf den Handel mit Indien und anderen asiatischen Nationen hatten. Da er im Juli 1497 starb, wurde der Oberbefehl über die Schiffe seinem Sohn Vasco übergeben. Es wird aber auch vermutet, dass der Befehl der Mission dem Bruder von Vasco, Paulo, angeboten wurde, dieser aber ohne Erfolg zurückkehrte.
Ein Sohn von Vasco da Gama, Estêvão da Gama, wurde nach seinem Großvater benannt und wurde zudem portugiesischer Gouverneur Indiens (1540–1542).
| Personendaten    | Personendaten           |
| ---------------- | ----------------------- |
| NAME             | Gama, Estêvão da        |
| KURZBESCHREIBUNG | portugiesischer Adliger |
| GEBURTSDATUM     | um 1430                 |
| STERBEDATUM      | Juli 1497               |